# Вышков Бурицкое (Лоевский район)
Вышков Бурицкое (бел. Вышкаў-Бурыцкая) — деревня в Малиновском сельсовете Лоевского района Гомельской области Беларуси.

## География

### Расположение
В 27 км на северо-запад от Лоева, 56 км от железнодорожной станции Речица (на линии Гомель — Калинковичи), 66 км от Гомеля.

### Гидрография
На западе сеть мелиоративных каналов.

## Транспортная сеть
Транспортные связи по просёлочной, затем автомобильной дороге Хойники — Гомель. Деревянные крестьянские усадьбы стоящие вдоль просёлочной дороги.

## История
Основана в середине XIX века переселенцами из соседних деревень, которые с помощью кредита крестьянского кредитного банка приобрели здесь землю. В 1908 году в Холмечской волости Речицкого уезда Минской губернии. В 1931 году организован колхоз. Во время Великой Отечественной войны оккупанты в 1943 году сожгли деревню и убили 12 жителей. В результате катастрофы на Чернобыльской АЭС подверглась радиационному загрязнению и отнесена к категории населённых пунктов с правом на отселение. В составе колхоза имени М. И. Калинина (центр — деревня Рудня Бурицкая).

## Население

### Численность
- 1999 год — 2 хозяйства, 4 жителя.

### Динамика
- 1897 год — 11 дворов, 75 жителей (согласно переписи).
- 1908 год — 32 двора, 237 жителей.
- 1930 год — 46 дворов, 240 жителей.
- 1940 год — 52 двора.
- 1959 год — 128 жителей (согласно переписи).
- 1999 год — 2 хозяйства, 4 жителя.